# Parròquia de Zemīte
La Parròquia de Zemīte (en letó: Zemītes pagasts) és una unitat administrativa del municipi de Kandava, al nord de Letònia. Abans de la reforma territorial administrativa de l'any 2009 pertanyia al raion de Tukuma.

## Pobles, viles i assentaments
- Zemīte (centre parroquial)
- Grenči
- Klāvciems
- Laukmuiža